# Gijsbert Karel van Hogendorp
Gijsbert Karel van Hogendorp (Rotterdam, 1762. október 27. – Hága, 1834. augusztus 5.) holland államférfi, id. Dirk van Hogendorp öccse, ifj. Dirk van Hogendorp apja.

## Életrajza
Porosz katonaiskolában nevelkedett, s rövid ideig porosz seregben szolgált is. Hazatérve, jogot tanult, azonban nagyobb jelentőségre csak Hollandia felszabadítása idején emelkedett, a franciák elleni szabadságharcban. Mint azon bizottságnak elnöke, mely az új alkotmány kidolgozásával volt megbízva, nagy befolyást gyakorolt e bizottságra, úgyhogy Hogendorpot a németalföldi alaptörvények tulajdonképpeni megalkotójának tekinthetjük. Hogendorp az állami tanács alelnöke is volt és mint ilyen grófi rangot nyert. 1816-ban gyöngélkedése miatt a magánéletbe vonult vissza. Levelezését fia adta ki: Brieven van Hogendorp (Hága, 1866-1876, 3 kötet).

## Főbb művei
- Lettres sur la prospérité publique (1830)
- La séparation de la Hollande et de la Belgique (1830)
- Memoiren über den Handel mit Indien und mit Java (1861 és 1884. 2 kötet)